# Вороновцы (Хмельницкий район)
Вороновцы (укр. Воронівці) — село на Украине, находится в Хмельницком районе Винницкой области.
Код КОАТУУ — 0524887402. Население по переписи 2001 года составляло 692 человека. По последним данным население села составляло 538 человек. Почтовый индекс — 22034. Телефонный код — 4338.
Занимает площадь 2,1 км².
В XIX веке имение княгини Каролины Витгенштейн, где в 1847—48 годах жил и работал у неё в гостях венгерский композитор Ференц Лист.
В селе действует храм Покрова Пресвятой Богородицы Хмельницкого благочиния Винницкой епархии Украинской православной церкви.

## Адрес местного совета
22032, Винницкая область, Хмельницкий р-н, с. Уланов, ул. Мира, 9, тел. 3-13-42; 3-14-56